# 아만 안돔

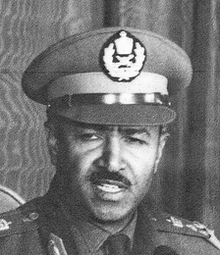
1974년 쿠데타 이후 기자회견에서 연설하는 아만

아만 미카엘 안돔 장군은 에티오피아의 군인이었다. 아만 안돔 장군은 데르그의 의장이었다. 그는 이탈리아령 에리트레아 출신이었기 때문에 에리트레아 독립파와의 군사적 충돌을 평화적으로 해결할 것을 추구했고, 이를 놓고 데르그 급진파와 대립하여, 1974년 11월에 처형되었다.